# Ellisz
Ellisz, eredeti nevén Lev Lvovics Kobilinszkij, oroszul Лев Львович Кобылинский (1879. augusztus 2., Moszkva – 1947. november 17., Locarno, Svájc) orosz szimbolista költő, antropozófus, filozófus. 
Írói neve volt Ellisz (Эллис).

## Élete
Gazdaságtudományt és marxizmust tanult.
1909-ben Borisz Bugajev (Andrej Belij) barátjával megalapították a Muszaget (Мусагет) kiadóházat és szellemi műhelyt. Mindketten foglalkoztak a Grál misztériumával is.
1909/1910-ben Kobilinszkij megkérte Marina Cvetajeva, későbbi költőnő kezét, ám az kikosarazta.
Kobilinszkij 1911 körül kezdett el foglalkozni teozófiával, majd antropozófiával.
„Ellisz, e luciferi jellem, egész életében mindent egy lendülettel hajtott végre; és mindenen túllendült. … Átlendült Dantéhoz és a teozófiai szakadékok értelmezéséhez, pontosabban: Dantétől is átlendült Steinerhez.” (Andrej Belij, 1933)[forrás?]
1913-ban Kobilinszkij Svájcba emigrált. Rudolf Steiner több előadó-körútján vett részt.
A húszas évektől érdeklődése átfordult a katolicizmushoz és a Szolovjov-féle kereszténységhez.
Lev Kobilinszkij 1947. november 17-én, Locarnoban halt meg.

## Főbb művei
- Русские символисты (1910)
- Stigmata (1911)
- Арго: Две книги стихов и поэма (1914)
- Vigilemus! (1914)
- Christliche Weisheit. Sapientia divina. Nach der Lehre des Intermediarius (Basel 1929)